# Світа Араб
Світа Араб — саудівський нафтовий горизонт — на нафтових родовищах Саудівської Аравії. Світа Араб локалізована на глибині 1,5 — 3,5 км. Нафтоносність світи пов'язана з відкладами юри.

## Загальний опис
Географічно Світа Араб відповідає внутрішньошельфовому басейну верхньої юри і, зокрема, берегу Абу-Дабі. Основні колекторські інтервали арабської системи відкладень — Араб-ABC та Верхній араб-D, або Араб-A, -B, -C та -D. Араб-ABC значно збільшується в товщині зі сходу на захід і виривається на східному краю. Якість нафтоносних колекторів у берегових районах нижча, ніж в арабських шельфах. Спостерігається складна мінливість якості бічного колектора в межах циклів системи відкладень Араб-АБС. Геологічне моделювання показує, що продуктивність в Араб-АВС переважно контролюється розвитком тонких доломітових смуг у серії ієрархічно організованих дрібномасштабних циклів, що розвиваються вгору. Геологічна модель Світи Араб є  основою  для її гідродинамічного моделювання (елементного, секторного, повного поля) та оцінки/оптимізації
сценаріїв розвитку видобування флюїду.
Водночас, наявність геолого-модельних невизначеностей та обмежень призвело до чіткого розуміння необхідності етапності реалізації проекту експлуатації Світи Араб, оціночної діяльності, завершення свердловин, управління пластом та моніторингу.